# Давыдково (Тотемский район)
Давыдково — деревня в Тотемском районе Вологодской области.
Входит в состав Вожбальского сельского поселения, с точки зрения административно-территориального деления — в Вожбальский сельсовет.
Расстояние по автодороге до районного центра Тотьмы — 41 км, до центра муниципального образования деревни Кудринская — 4 км. Ближайшие населённые пункты — Ивановская, Лодыгино, Мишуково, Шулево, Ярцево.
По переписи 2002 года население — 4 человека.